# Адальберт Кун
Франц Фелікс Адальберт Кун (нім. Franz Felix Adalbert Kuhn (19 листопада 1812, Кенігсберг-ін-дер-Ноймарк, Королівство Пруссія (нині Польща) — 5 травня 1881, Берлін, Королівство Пруссія) — німецький лінгвіст, дослідник античності та історик, засновник лінгвістичної палеонтології та порівняльної міфології, директор Кельнської гімназії в Берліні, член Прусської Академії наук.

## Навчання та робота
З 1827 до 1833 рр. А.Кун навчався у Гімназії Іоахімсталь в Берліні. Вже тоді він проявив інтерес до мов, самостійно вивчаючи фундаментальні основи санскриту. Пізніше він вивчав філологію в Університеті Гумбольдта в Берліні. В 1837 році отримав докторський ступінь.
З 1841 року А.Кун почав працював у Кельнській гімназії у Берліні. В 1856 р. він був призначений професором, а в 1870 р. став її директором.

## Наука
А.Кун вважається засновником нової наукової школи порівняльної міфології або лінгвістичної палеонтології, заснованої на порівняльній філології.
Під впливом ідей Якоба Грімма про німецьку міфологію, він спочатку почав збирати легенди, казки, міфи та звичаї, а також публікував їх в 1840-1850-х роках. Пізніше він звернувся до вивчення німецьких джерел, особливо Рігведа.
У своєму творі: «Zur ältesten Geschichte der indogerman. Völker» (Берлін, +1845) він вперше запропонував гіпотезу про індогерманські пранароди. Вона була також розкрита у монографії «Die Herabkunft des Feuers und des Göttertranks» (Берлін, 1859, а також у науковій праці «Mytholog. Studien» +1887).
Особливо цінними є роботи Куна з німецької міфології:
- «Легенди та казки» (1843);
- «Легенди, перекази і казки Північної Німеччини» (разом з Едвардом Шварцем, 1848),
- «Казки та легенди і звичаї Вестфалії» (1859).

Разом з Теодором Ауфрехтом А.Кун заснував «Zeitschrift für vergleichende Sprachforschung auf dem Gebiete der Indogermanischen Sprachen» (Журнал досліджень порівняльного мовознавства в області індоєвропейських мов), де було вміщено багато дуже цінних його статей. Він був редактором цього видання. Вчений стверджував, що походження міфів треба шукати в області мови, і що їх найбільш істотні фактори полісемія та омонімія.
А.Кун був обраний у 1863 році членом-кореспондентом Петербурзької академії наук.
У 1872 р. він був обраний членом Прусської Академії наук.

## Смерть
А.Кун помер в Берліні у 1881 році. Похований на Кладовищі Санкт Петрі в Берліні.
Справу батька продовжив його син Ернст Вільгельм Адальберт Кун (1846—1920).

## Роботи
- Zur ältesten Geschichte der indogermanischen Völker, Берлін, 1845
- Märkische Sagen und Märchen, Берлін, 1843
- Norddeutsche Sagen (разом з Вільгельм Шварц), Лейпциг, 1848
- Sagen, Gebräuche und Märchen aus Westfalen, в 2-х томах, Лейпциг, 1859
- Entwicklungsstufen der Mythenbildung, Берлін, 1874.